# Hol (technika)

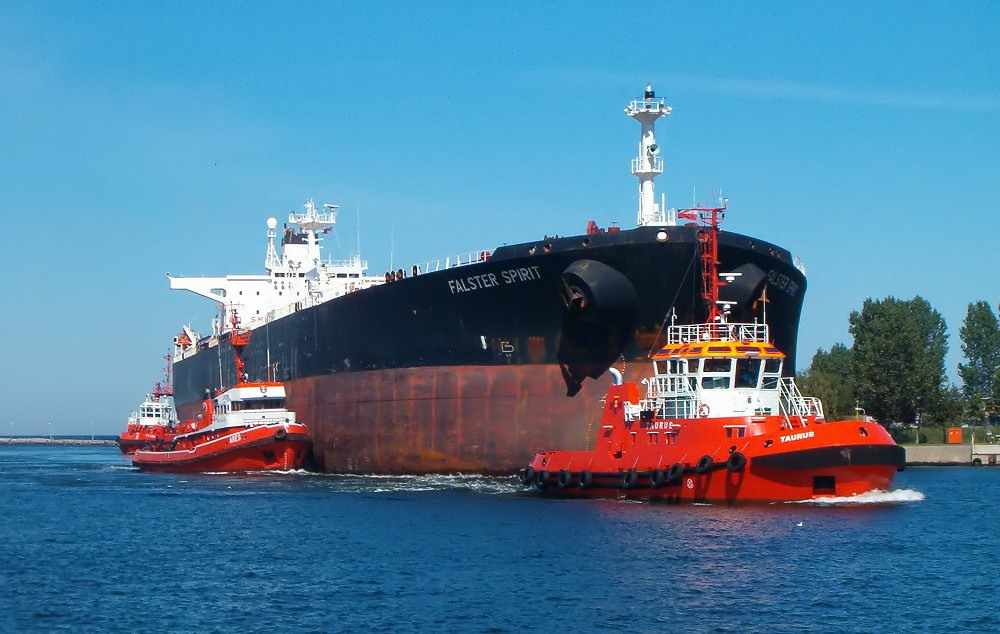
Holowniki wprowadzające tankowiec do portu w Gdańsku

Hol - mocna lina, łańcuch lub pręt, o udźwigu wystarczającym do holowania, czyli ciągnięcia pojazdu lub statku (wodnego lub powietrznego). Stosowana do przemieszczania jednostki nie 
wyposażonej we własny napęd lub z uszkodzonym napędem.
O jednostce holującej mówi się, że bierze na hol, a o holowanej, że idzie na holu.

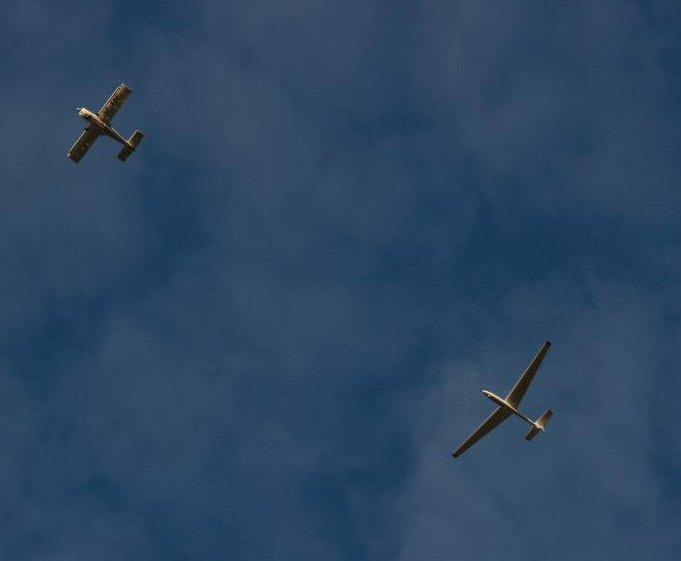
Samolot holuje szybowiec

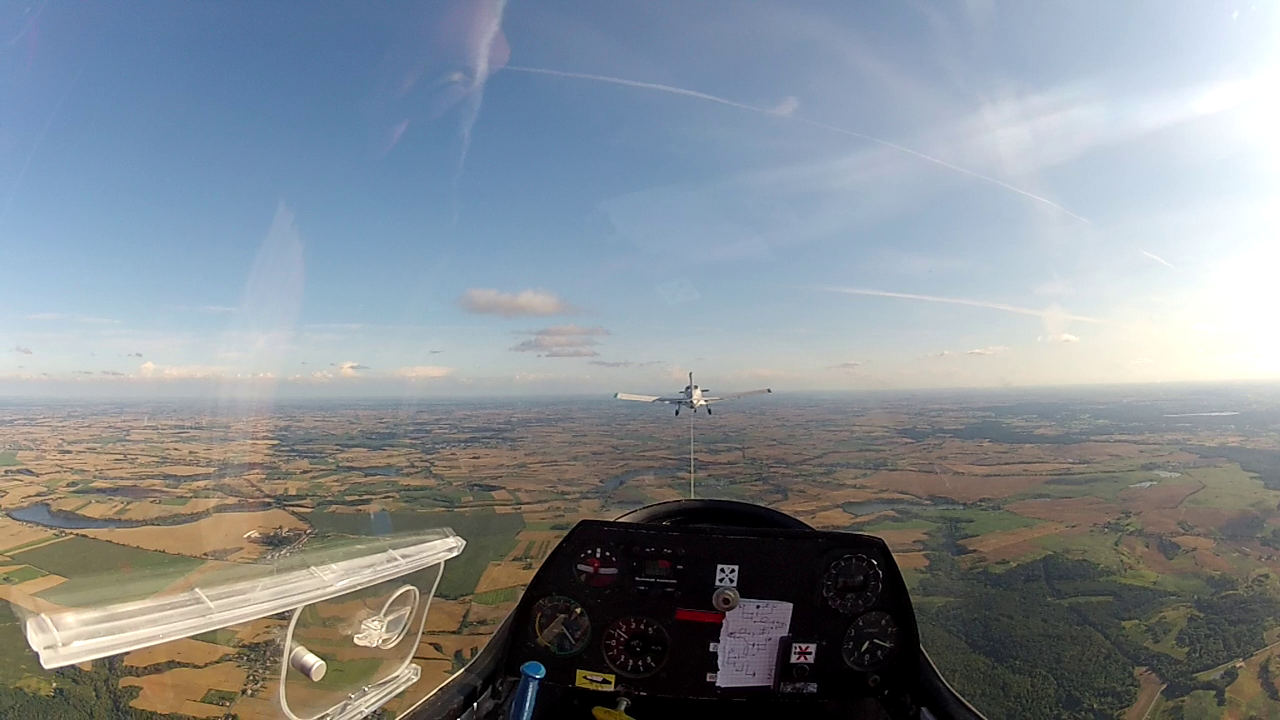
Widok z kabiny szybowca